# Луна (Етрурія)
Ортоново (італ. Ortonovo, ліг. Ortëneuo) — муніципалітет в Італії, у регіоні Лігурія, провінція Спеція.
Ортоново розташоване на відстані близько 320 км на північний захід від Рима, 100 км на схід від Генуї, 19 км на схід від Спеції.

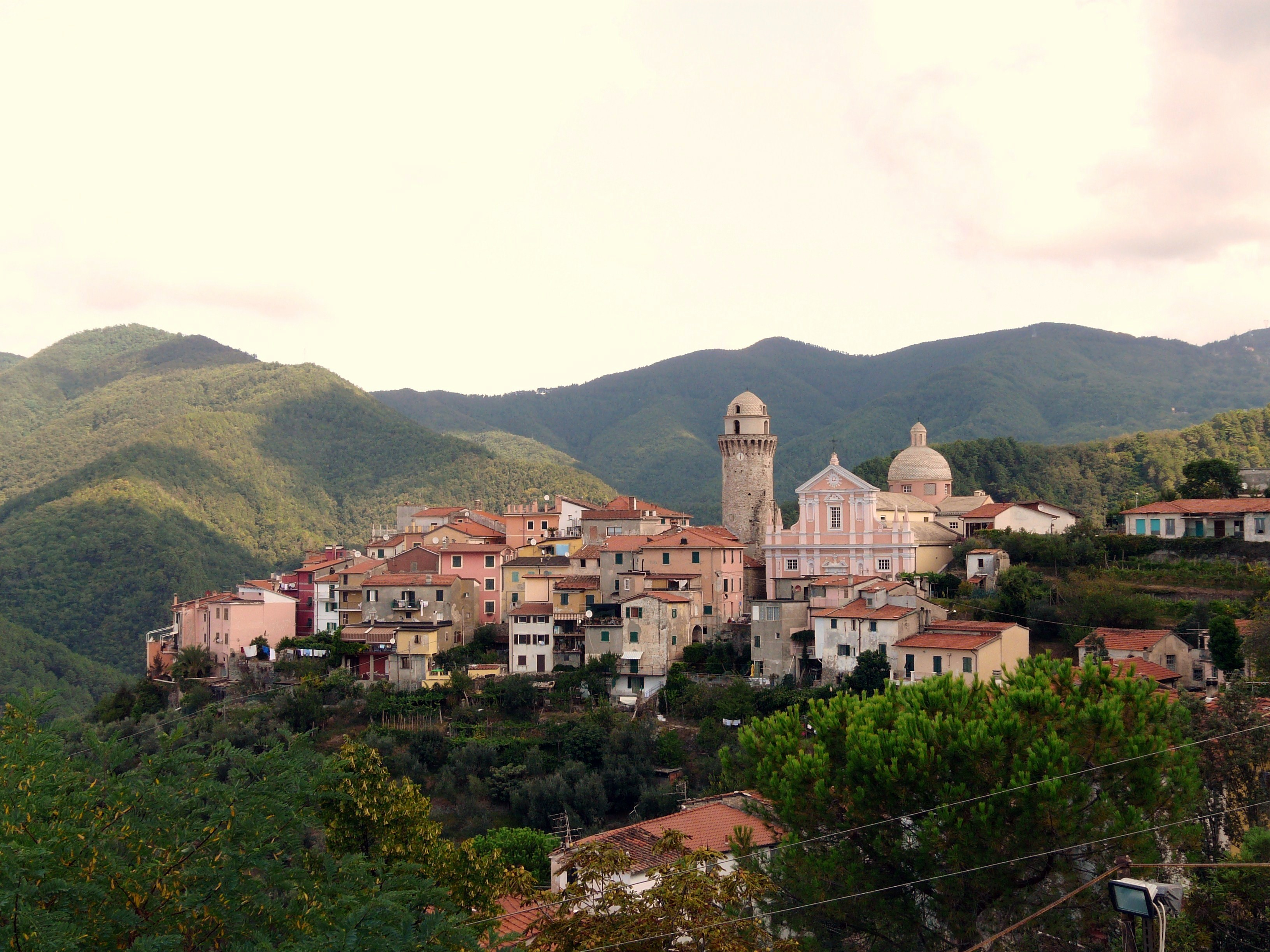

Населення — 8411 осіб (2014).

## Демографія
Населення за роками:

Станом на 31 грудня 2014 року в муніципалітеті офіційно проживали 422 іноземці з 43 країн, серед них 247 громадян країн Євросоюзу та 12 громадян України.

## Сусідні муніципалітети
- Каррара
- Кастельнуово-Магра
- Фоздіново
- Сарцана